# Аждарбек (мечеть)
Мечеть «Аждарбек» (азерб. Əjdərbəy məscidi; также известна как Голубая мечеть)   — историческая мечеть в Баку, Азербайджан. Расположена на улице Самеда Вургуна (ранее — Красноводская улица), к северу от центра города.
Строительство велось со 2 марта 1912 по 3 декабря 1913 года по проекту архитектора Зивер-бека Ахмедбекова. Финансирование строительства осуществлялось Аждар-беком Ашурбековым. Квартал Ганлы-Тепе, где была построена мечеть, в то время был застроен одноэтажными частными домами.
Архитектура проста. В мечети находится куполообразная молитвенная комната и минарет. Айван находится с востока от молитвенной комнаты, михраб — с юга и запада. Купол ставится на высокий барабан, чтобы увеличить громкость. Существует обширная и тонкая резьба по камню, покрывающая стены. Её сделал Салман Атаев, который также работал над другими зданиями в Баку, построенными в 1910-х годах.